# Toto (музичка група)
Тото (енгл. Toto, стилизовано као TOTO) је америчка рок група, основана 1977. године у Ван Најзу у Лос Анђелесу. Тренутну поставу бенда чине: Џозеф Вилијамс (главни вокал), Стив Лукатер (гитара, главни вокал, пратећи вокал), као и чланови на турнеји: Џон Пирс (бас гитара, пратећи вокал), Роберт „Спат” Сирајт (бубњеви), Доминик Таплин (клавијатуре, пратећи вокал), Стив Maђора (клавијатуре, пратећи вокал) и Ворен Хам (саксофон, пратећи вокал). Тото је познат по музичком стилу који комбинује елементе попа, рока, соула, фанка, прогресивног рока, хард рока, Р&Б-а, блуза и џеза.
Дејвид Пејч и Џеф Поркаро су, свирајући заједно као студијски музичари на неколико албума, одлучили да формирају сопствени бенд. Пре снимања првог албума, као чланове бенда су ангажовали Дејвида Хангејта, Стив Лукатера, Стив Поркароа и Бобија Кимбала. Група је имала у одличан успех касних 70-их и 80-их година 20. столећа, почевши од изласка истоименог албума, који је издат 1978. године. Са изласком албума Toto IV (1982), који је добио позитивне критике и групи донео комерцијални успех, Тото је постао једна од најпродаванијих музичких група њихове ере. Најпознатији хитови групе на почетку њене каријере су биле песме Hold The Line, Africa и Rosanna.
У наредним годинама, састав групе се мењао. Хангејт је напустио групу 1982. године, а за њим и Кимбал 1984. године, који се затим вратио у састав 1998. године, у којем остаје све до 2008. године. Један од оснивача групе и њен лидер, Џеф Поркаро изненада умире од срчаног удара 5. августа 1992. године. Хангејт се такође вратио као члан, прво само на турнеји, а касније и као члан бенда. Лукатер је најавио свој одлазак из бенда 2008. године, па су се и остали чланови бенда су се касније разишли, те се бенд распао. У лето 2010. године, Тото се поново окупио и кренуо на крађу европску турнеју, са новом поставом, у корист Мајка Поркара, коме је дијагностиковано да има амиотрофичку латералну скерлозу (АЛС) и који више није био активан члан групе. Умро је 2015. године. Бенд је 2017. године прославио 40 година свог постојања, започевши двогодишњу турнеју, након које је, у октобру 2019. године, објавио привремену паузу у раду.
У октобру 2020. године, бенд је објавио да ће гитариста и оснивач бенда Стив Лукатер са дугогодишњим певачем Џозефом Вилијамсом вратити у бенд у 2021. години за турнеју Dogz of Oz. 21. новембра 2020. године нови састав групе је одржао уживо онлајн концерт. Пре тога, 12. новембра 2020. године, једини стални члан групе кроз читаву њену каријеру, гитариста Стив Лукатер и дугогодишњи главни вокал групе Џозеф Вилијамс су објавили да ће истог дана, 26. фебруара 2021. године, објавити своје соло албуме.
Бенд је издао укупно 17 албума, који су до данас продати у више од 40 милиона примерака. Група је одликована са неколико Греми награда и уведени су у Кућу славних музичара 2009. године. Историјски гледано, мало је група у историји снимљене музике појединачно или колективно имало већи утицај на поп културу од чланова Групе Тото. Као појединци, наступи чланова бенда могу се чути на невероватних 5000 албума који заједно сакупљају историју продаје од пола милијарде албума.

## Историја групе Тото

### 1977: Оснивање
Чланови Групе Тото били су били студијски музичари на албумима Стили Дена, Силса и Крофтса, Боза Скагза, Сонија и Шер и многим другима током 1970-их година. Клавијатуриста Дејвид Пејч, син музичара и аранжера Мартија Пејча, популарност стиче написавши већину албума Silk Degrees од Боза Скагза. Бубњар Џеф Поркаро, син перкусионисте Џоа Поркара, сарађивао је са Пејчом, кога је упознао док су ишли у средњу школу, током које су формирали бенд Rural Still Life. Касније су Пејч и Поркаро разматрали идеју да заједно формирају свој сопствени бенд. У групу су довели басисту Дејвида Хангејта, који је такође свирао са њима у бенду Боза Скагза. Из средње школе коју су похађали Пејч и Поркаро, регрутовали су Стива Лукатера (који је такође свирао у бенду Боз Скагза), као и Џефовог најмлађег брата Стива Поркара на клавијатурама. За певача су изабрали Боби Кимбала, бившег певача бенда S.S. Fools, да би потом започели снимање првог албума 1977. године након потписивања уговора за Коламбија рекордс.

### 1977-1979: Име групе и дебитантски албум
Кад се бенд окупио, Дејвид Пејч је почео да компонује оно што ће постати истоимени деби албум групе Тото. Према популарном миту, на првим сесијама снимања, да би разликовао сопствене демо траке од других бендова у студију, Јеф Поркаро је на њима писао реч „Тото”. Почетком 1980-их година, чланови бенда рекли су новинарима да је бенд добио име по псу Тоту из чаробњака из Оза. Након завршетка првог албума, како ни бенд ни плоча и даље нису били именовани. Дејвид Хангејт је, након што је погледао име на демо тракама, објаснио групи да латинске речи "in toto" значе „свеобухватно”. Будући да су чланови бенда свирали на толико плоча и музичких жанрова, усвојили су назив „Тото” као свој.
По изласку, Тото се брзо попео на топ-листе, стекавши популарност хит синглом Hold the Line, као и песмама I'll Supply the Love и Georgy Porgy. Бенд је побрао међународно признање и био номинован за награду Греми за најбољег новог уметника. Убрзо након тога, почетком 1979. године, Тото је започео своју прву америчку турнеју, у циљу промоције деби албума. За турнеју, Тото је повео два додатна музичара, Тома Келија (гитара, пратећи вокал) и Ленија Кастра (удараљке), како би повећао дубину звука, и наставио да доводи додатне музичаре за све наредне турнеје.

### 1980–1981:HydraиTurn Back
На крају прве турнеје, бенд је започео рад на свом следећем албуму, који ће носити назив Hydra, који је објављен касније те године и садржи сингл 99, инспирисан култним филмом Џорџа Лукаса THX 1138. Скоро 30 година касније, Стив Лукатер је признао да је, упркос популарности песме, мрзео 99 и да је то једна од његових најмање омиљених песама групе Тото, због чега је ретко извођена након турнеје Hydra. Бенд је такође објавио четири промотивна музичка спота за албум, укључујући насловну нумеру. Преостала два су била St George and The Dragon и All Us Boys. Иако албум Hydra није постигао комерцијални успех у свом првом издању, ипак је постао златан. Након издавања албума, бенд је кренуо на турнеју Hydra, која се састојала од концерата у САД и у иностранству. Турнеја је трајала од фебруара до јуна 1980. године.
Почетком 1981. године Тото је објавио њихов трећи албум Turn Back. На албуму је приметан знатно чвршћи звук са више гитара и мање клавијатура него на претходне 2 плоче.
Дана 15. децембра 1981. године Боби Кимбал је ухапшен због наводне продаје кокаина полицајцу у цивилу, што ће, уз остале околности, битно утицати на његов будући статус у групи.

### 1982:Toto IV
1982. година је означила почетак најуспешније ере групе Тото. После разочаравајуће продаје албума Turn Back, бенд је био под великим притиском дискографске куће да произведе нову добру плочу. Снимивши Албумом Toto IV, бенд је произвео једну од комерцијално најуспешнијих плоча године. На албуму су се нашла три сингла која су се нашла у првих 10 на Billboard Hot 100 листи: Rosanna, Africа и I Won't Hold You Back. Албум се такође појавио на неколико светских топ листа, представљајући бенд новој публици широм света. Africa је била на врху топ листа у фебруару 1983. године и била је стално присутна на радијима широм света, али управо је Rosanna донела бенду вишеструке номинације за Греми. Албум Toto IV је освојио шест награда Греми, укључујући и награду Record of the Year за песму Rosanna, награду Album of the Year за албум Toto IV и награду Producer of the Year. У то време се клавијатуриста групе Стив Поркаро забављао са глумицом Розаном Аркет, па се претпостављало да је песма посвећена о њој. Касније, дилему је разрешио композитор Дејвид Пејч, наводећи како песма ипак није посвећена Розани Аркет. Поред „Африке” и „Розане”, Toto IV је наставио свој успешан низ издавањем још једног сингла - Make Believe. Тото је био на турнеји током 1982. године ради промоције албума Toto IV.
Такође, током миксовања албума Toto IV у студију, Стив Поркаро је, заједно са Џон Бетисом, написао песму Human Nature, коју је Мајкл Џексон снимио за свој најпродаванији албум Thriller (1982), претварајући песму у сјајан хит. Џеф Поркаро и Стив Лукатер су се такође појавили на албуму Thriller на више нумера, а посебно на дуету Мајкла Џексона и Пола Макартнија The Girl Is Mine.

### 1982–1985:Isolation
Након издања албума Toto IV, басиста Дејвид Хангејт је напустио бенд и преселио се у Нешвил како би наставио каријеру, сматрајући да ће га слава око албума Toto IV спречити да проводи време са породицом, па је трећи брат Поркаро, Мајк, који је извео виолончело на песми из Toto IV, заменио Хангејта на басу. Главни певач бенда Боби Кимбал је провео почетком 1983. године суочен са кривичним гоњењем због оптужби повезаних са дрогом, а оптужбе су одбачене 28. маја те године. Међутим, Кимбал је отпуштен из бенда 1984. године. Касније те године, Тото је компоновао већину музике за филм Dune.
У једном тренутку, Ричарду Пејџу из бенда Mr. Mister je понуђено место главног певача, али је он то одбио како би могао да настави рад са својим бендом. Ферги Фредериксен (раније члан бендова Angel, Trillion и LeRoux) доведен је као нови вокал и бенд је снимио албум Isolation, издат у новембру 1984. године. Иако албум Isolation није постигао успех нити је продаван као албум Toto IV, постигао је Златни статус, углавном због сингла „Stranger in Town”. Турнеја Isolation започела је у фебруару 1985. године, а завршена три месеца касније.

### 1985–1988:FahrenheitиThe Seventh One
При крају турнеје Isolation 1985. године, Ферги Фредериксен је отпуштен из бенда. Лукатер је тврдио да се бенд није добро уклопио са Фредериксеном, јер му је било тешко да снима с њима у студију. Бенд је одржао аудицију, а Џозеф Вилијамс, син филмског композитора Џона Вилијамса и певачице/глумице из 1950-их Барбаре Руик, изабран је да буде главни вокал почетком 1986. године.
Са Џозефом Вилијамсом као новим званичним чланом групе, Тото је написао и снимио албум Fehrenheit, који је објављен у октобру 1986. године. Ферги Фредериксен је започео снимање неколико нумера који ће се наћи на новом албуму и представљен је као пратећи вокал на песми „Could This Be Love”.
Албумом Fehrenheit група се, са тежег звука карактеристичног за албум Isolation, вратила својим поп-рок коренима. Баладе „I'll Be Over You” и „Without Your Love”, које је отпевао Лукатер, била су два велика хита. Бенд је ангажовао и неколико гостујућих музичара за албум. Снимили су инструментални комад под насловом „Don't Stop Me Now” са легендарним јазз трубачем Мајлсом Дејвисом. Поред тога, тада непозната Пола Абдул појавила се као плесачица у њиховом музичком споту „Till the End”, а Мајкл Макдоналд је снимио пратеће вокале у песми „I'll Be Over You” (и појавио се у пратећем музичком споту), док се оснивач групе Иглс Дон Хенли појавио на песми Стив Поркароа „Lea”.
Након објављивања поменутог албума, бенд је кренуо на још једну светску турнеју. По закључењу 1987. године, Стив Поркаро је напустио бенд да би наставио каријеру на филму и телевизији, а никада није замењен, јер је група Тото одлучила да настави са само пет чланова. Иако је Поркаро повремено помагао бенду свирајући на синтисајзерима за њене наредне студијске албуме (и појављивао се на њиховој турнеји 1988. године), Дејвид Пејч је уживо свирао већину деоница клавијатура (уз помоћ клавирског техничара Џона Џесела, који  му је помагао на одређеним концертима).
1988. године, Тото је објавио свој следећи албум The Seventh One, на којем се Џон Андерсон из групе Јес појављује на пратећим вокалима на синглу „Stop Loving You”, а са тог албума је и други успешан сингл, „Pamela”. Албум The Seventh One је постао најуспешније издање бенда од албума Toto IV. Бенд је био на турнеји од фебруара до јула 1988. године.

### 1995–1997: Сајмон Филипс andTambu
1995. године Тото је објавио свој девети студијски албум Tambu, а први са новим бубњар ем Сајмоном Филипсом. Албум представља заокрет групе у односу на звук који је групу красио током касних 1970-их и 1980-их. Највећи успех је доживео сингл „I Will Remember”, а остали синглови су били стали синглови који су објављени били су „Drag Him To The Roof” и „The Turning Point”. Тамбу је снимљен уз значајно учешће два пратећа вокала на појединим песмама, Џона Џејмса и Џени Даглас-МекРеј. Уз то, Џени Даглас-МекРеј је чак отпевала главне вокале на песми „Blackeye”, а такође и дует са Стив Лукатером на песми „Baby He's Your Man”. Тамбу је продат у 600.000 примерака широм света.
Турнеја Tambu се показала се као још један успех, иако није било наступа у Северној Америци. Како је Сајмон Филипс имао проблема са леђима, на бубњевима га је привремено замени Грег Бисонет, током прве етапе турнеје крајем 1995. године. Турнеја је коначно завршена 1996. године. На крају турнеје 1997, Џон Џејмс и Џени Даглас-МекРеј су напустили бенд.

### 1997–2001:Toto XX, повратак Боби Кимбала andMindfields
1997. година протекла је у знаку обележавања 20. годишњице бенда, па су Дејвид Пејч и Стив Лукатер почели да прегледају старе трака и демо снимке за посебну плочу необјављених песама. 1998. године издали су албум Toto XX са синглом „Goin' Home”, након чега је група започела малу промотивну турнеју са бившим члановима Боби Кимбалом, Стив Поркароом и Џозефом Вилијамсом.
Након турнеје Toto XX, Боби Кимбал се поново, након 14 година, придружио бенду као главни вокал. Бенд је издао албум Mindfields почетком 1999. године и кренуо на турнеју Reunion, путујући широм света и наступајући у Сједињеним Америчким Државама први пут после шест година. На новом албуму нашла су се три сингла „Melanie”, „Cruel” и „Mad About You”, песму коју су заједно написали Дејвид Пејч и бивши вокал Џозеф Вилијамс. Касније те године објављен је албум уживо под називом Livefields. Турнеја је званично закључена 2000. године, али је бенд свирао неколико концерата и током 2001. године. Дејвид Пејч је накратко направио паузу од турнеје током 2000. године, па је Џеф Бабко заменио на клавијатурама, да би затим наставио турнеју са групом у 2001. години.

### 2015–2017:Toto XIVи смрт Мајка Поркароа
Дана 20. марта 2015. године (у Европи), 23. марта 2015. године (у Великој Британији и Океанији) и 24. марта 2015. године (у Северној Америци) Тото је објавио свој четрнаести студијски албум, први после девет година, под називом Toto XIV. Да би промовисао тек завршени пројекат, бенд је започео светску турнеју која је трајала са обимном европском турнејом по главним аренама, укључујући наступе на кључним фестивалима, заједно са северноамеричком турнејом која је уследила на лето 2015. године и азијском турнејом касније исте те године.
Дана 15. марта 2015. године, бивши басиста Мајк Поркаро је умро, услед компликација из битке са АЛС-ом, у сну у свом дому у Лос Анђелесу.
Дана 6. априла 2015. године Тото је најавио да ће 7. августа 2015. године кренути у Мишантакет, Конектикат са прогресивним бендом-ветераном Yes, на заједничку летњу турнеју по Северној Америци која се треба завршити 12. септембра 2015. године у Коквитламу,  у Британској Колумбији. Дејв Сантос је преузео задужења басисте од Дејвида Хангејта за последња три датума турнеје 2015, а Шенон Форест је наставио да наступа као бубњар бенда.
Дана 29. септембра 2015. године Тото је најавио прву етапу своје турнеје за 2016. годину као промоцију албума Toto XIV, која се састојала од европских и јапанских датума. Леланд Склар, који им се придружио на турнејама 2007. и 2008. године, заменио је оснивача Хангејта. Склар је почетком 2017. године престао са турнејама са Групом Тото, а заменио га је Шем Вон Шроук.
У јуну 2016. године клавијатуриста Поркаро је објавио свој први самостални албум, под називом Someday/Somehow са Мајклом Макдоналдом и пратећим вокалом Групе Тото Мабвутом Карпентером.

## Чланови групе
Главни чланак: Листа чланова Групе Тото
Тренутни чланови
Стив Лукатер - гитаре, главни и пратећи вокал, бас гитара (1977–2008, 2010–2019, 2020 – до данас)
Џозеф Вилијамс - главни и пратећи вокал, додатне клавијатуре (1986–1988, 2010–2019, 2020 – до данас)
Бивши чланови
Дејвид Пејч - клавијатуре, пратећи и главни вокал (1977–2008; неактиван са турнеје 2005-2008, 2010–2019, 2018-2019)
Џеф Поркаро - бубњеви, удараљке (1977–1992; његова смрт)
Стив Поркаро - клавијатуре, повремени главни вокал (1977–1987; 1987–1988, 1998, 2010–2019)
Дејвид Хангејт - бас гитара (1977–1982, турнеја 2014–2015)
Боби Кимбал - главни и пратећи вокал (1977–1984, 1989, 1998–2008)
Мајк Поркаро - бас гитара, пратећи вокали (1982–2007; умро 2015)
Ферги Фредериксен - главни и пратећи вокал (1984–1985; умро 2014)
Жан Мишел Бајрон - главни и пратећи вокал (1989-1990)
Сајмон Филипс - бубњеви, удараљке (1992–2008, 2010–2014)
Грег Филингејнс - клавијатуре, пратећи и главни вокал (турнеја 2003–2005; 2005–2008)
Кит Карлок - бубњеви (2014–2015)

## Дискографија
Студијски албуми
- Toto (1978)
- Hydra (1979)
- Turn Back (1981)
- Toto IV (1982)
- Isolation (1984)
- Fahrenheit (1986)
- The Seventh One (1988)
- Kingdom of Desire (1992)
- Tambu (1995)
- Toto XX (1998)
- Mindfields (1999)
- Through the Looking Glass (2002)
- Falling in Between (2006)
- Toto XIV (2015)
- Old Is New (2018)

## Турнеје
- 1979 – Toto Tour
- 1980 – Hydra Tour
- 1982 – Toto IV Tour
- 1985–1986 – Isolation Tour
- 1986–1987 – Fahrenheit Tour
- 1988 – The Seventh One Tour
- 1990 – Planet Earth Tour (Past to Present Tour)
- 1991 – 1991 Summer Tour
- 1992–1993 – Kingdom of Desire Tour
- 1993 – 1993 Summer Tour
- 1995–1996 – Tambu Tour
- 1997 – South African Tour
- 1998 – Toto XX Tour
- 1999–2000 – Mindfields Tour
- 2001–2002 – 2001 Summer Tour
- 2002–2004 – 25th Anniversary Tour (Through the Looking Glass Tour)
- 2004–2005 – 2004 Summer Tour
- 2006–2008 – Falling in Between Tour
- 2010 – Mike Porcaro Honor Tour
- 2011 – In the Blink of an Eye Tour
- 2012 – 2012 Summer Tour
- 2013–2014 – 35th Anniversary Tour
- 2015–2016 – Toto XIV Tour (Yes & Toto Co-Headlining North American Summer Tour 2015)
- 2017 – An Evening With Toto Tour
- 2018–2019 40 Trips Around the Sun Tour (40th Anniversary Tour)
- 2021 - Dogz of Oz Tour[8]